# Craugastor aphanus
Craugastor aphanus es una especie de Anura de la familia Craugastoridae.
Es endémica de Guatemala y se ha observado únicamente en la vertiente norte de la porción oriental de la Sierra de las Minas y en las Montañas del Mico, a una altitud de 591-786 m s. n. m.
Su hábitat natural se conforma de bosque húmedo premontano y bosque muy húmedo premontano en estado natural. 